# Iván Kalitá (jinete)
Iván Alexándrovich Kalitá –en ruso, Иван Александрович Калита– (Alexeyevka, Unión Soviética, 14 de enero de 1927-29 de enero de 1996) fue un jinete soviético que compitió en la modalidad de doma.
Participó en cinco Juegos Olímpicos de Verano, obteniendo en total tres medallas en la prueba por equipos, bronce en Tokio 1964 (junto con Serguei Filatov e Ivan Kizimov), plata en México 1968 (con Yelena Petushkova e Ivan Kizimov) y oro en Múnich 1972 (con Yelena Petushkova e Ivan Kizimov), el quinto lugar en Roma 1960 y el cuarto en Montreal 1976, en la misma prueba.
Ganó dos medallas en el Campeonato Mundial de Doma, oro en 1970 y plata en 1974, y seis medallas en el Campeonato Europeo de Doma entre los años 1965 y 1975.

## Palmarés internacional
| Juegos Olímpicos   | Juegos Olímpicos          | Juegos Olímpicos  | Juegos Olímpicos |
| Año                | Lugar                     | Medalla           | Categoría        |
| ------------------ | ------------------------- | ----------------- | ---------------- |
| 1964               | Tokio (Japón)             | Medalla de bronce | Por equipos      |
| 1968               | Ciudad de México (México) | Medalla de plata  | Por equipos      |
| 1972               | Múnich (RFA)              | Medalla de oro    | Por equipos      |
| Campeonato Mundial |                           |                   |                  |
| Año                | Lugar                     | Medalla           | Categoría        |
| 1970               | Aquisgrán (RFA)           | Medalla de oro    | Por equipos      |
| 1974               | Copenhague (Dinamarca)    | Medalla de plata  | Por equipos      |
| Campeonato Europeo |                           |                   |                  |
| Año                | Lugar                     | Medalla           | Categoría        |
| 1965               | Copenhague (Dinamarca)    | Medalla de bronce | Por equipos      |
| 1969               | Wolfsburgo (RFA)          | Medalla de bronce | Por equipos      |
| 1971               | Wolfsburgo (RFA)          | Medalla de plata  | Por equipos      |
| 1973               | Aquisgrán (RFA)           | Medalla de plata  | Por equipos      |
| 1973               | Aquisgrán (RFA)           | Medalla de bronce | Individual       |
| 1975               | Kiev (URSS)               | Medalla de plata  | Por equipos      |